# Kloster Byarum

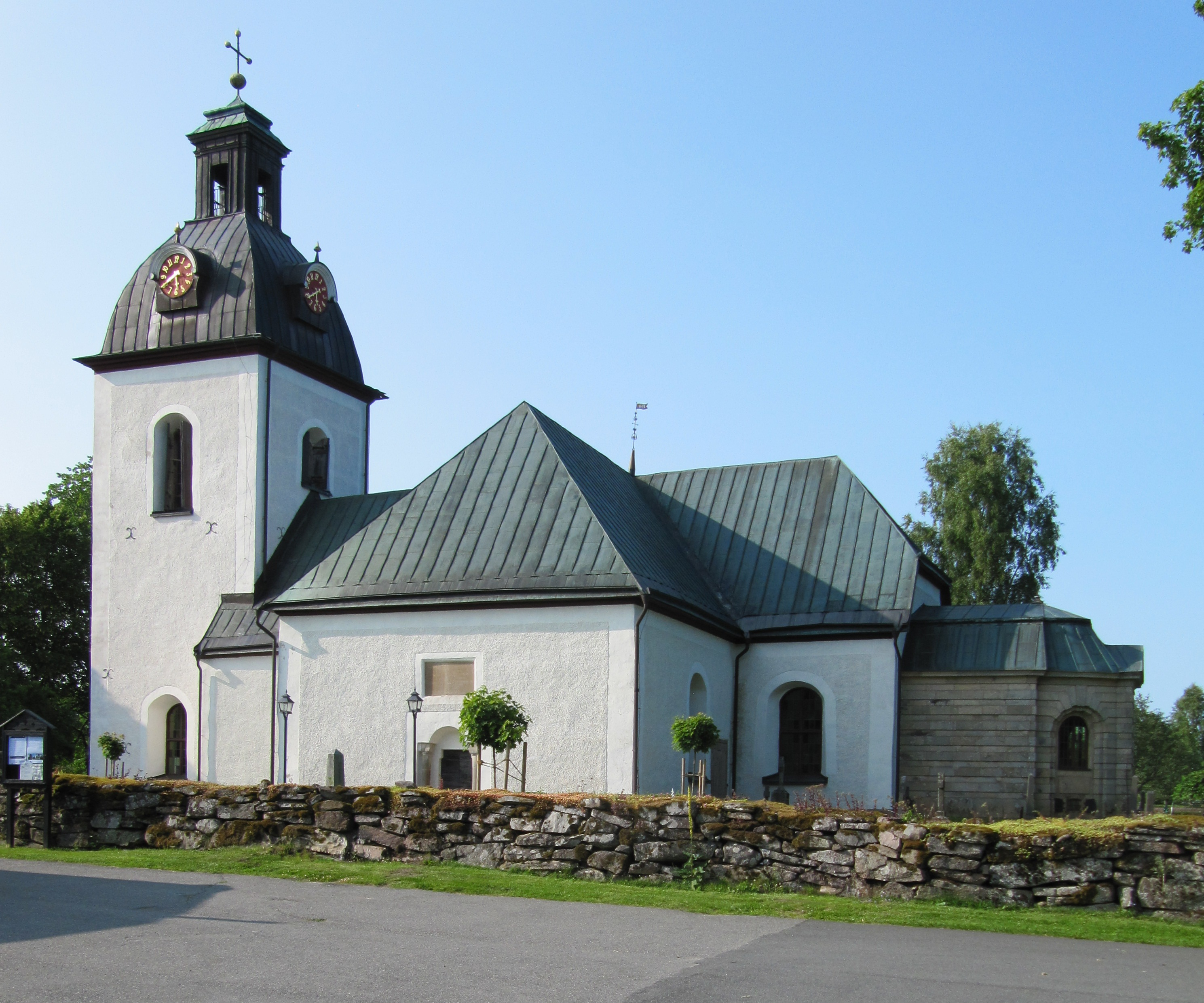
Kirche von Byarum

Das Kloster Byarum ist ein ehemaliges Zisterzienserinnenkloster in der schwedischen Landschaft Småland. Es lag in der Gemeinde Vaggeryd, rund 4 km nördlich von Vaggeryd.

## Geschichte
Das Nonnenkloster wurde um 1170 gegründet, nachdem das Kloster Nydala entstanden war. Es bestand bis 1230. König Erik Knutson bestätigte die Grenzen des Klosterbesitzes, sein Sohn Erik Erikson stellte 1222 einen Schutzbrief für das Kloster aus. Aus unbekanntem Anlass wechselte der Konvent um 1230 in das neue Skokloster in Uppland.

## Bauten und Anlage
Die Kirche besaß bis zu ihrem Umbau 1758 ein kleines steinernes Langhaus, aber keinen Turm.